# Purpureocillium lilacinum

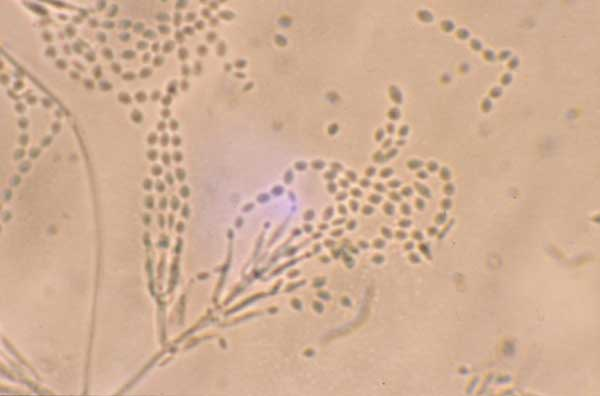
Penicillusy

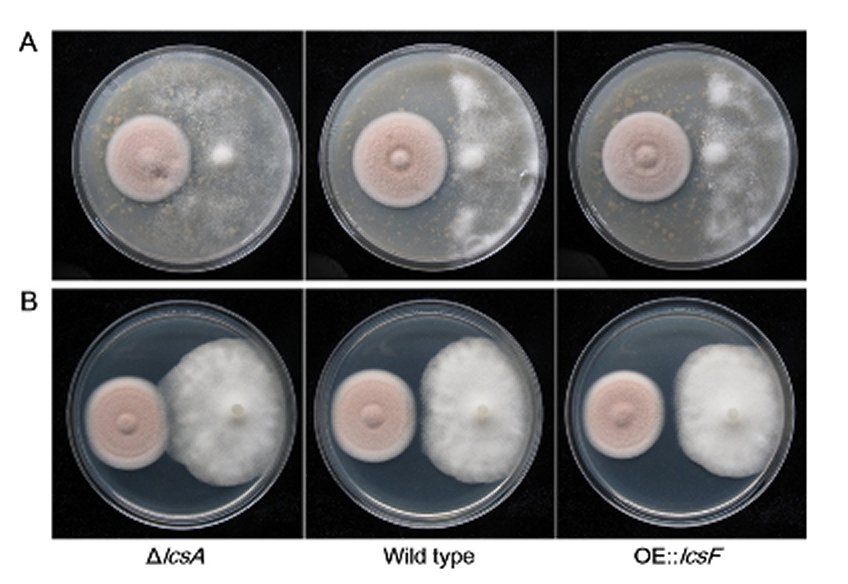
Antagonizm między koloniami Purpureocillium lilacinum i Phytophthora capsici

Purpureocillium lilacinum (Thom) Luangsa-ard, Houbraken, Hywel-Jones & Samson – gatunek grzybów z rodziny Ophiocordycipitaceae. Ma bardzo szerokie przystosowania w zakresie odżywiania się. W glebie jest grzybem glebowym i saprotrofem, ale jest także grzybem nicieniobójczym odżywiającym się jajami nicieni, może być grzybem entomopatogenicznym pasożytującym na owadach i grzybem mykopasożytniczym.

## Systematyka i nazewnictwo
Pozycja w klasyfikacji według Index Fungorum: Purpureocillium, Ophiocordycipitaceae, Hypocreales, Hypocreomycetidae, Sordariomycetes, Pezizomycotina, Ascomycota, Fungi.
Po raz pierwszy opisał go w 1910 roku Charles Thom, nadając mu nazwę Penicillium lilacinum. W 2011 r. Janet Jennifer Divinagracia Luangsa-ard, Jos Houbraken, Nigel L. Hywel-Jones i Robert Archibald Samson przenieśli go do utworzonego przez siebie rodzaju Purpureocillium, a także do innej rodziny, rzędu i klasy.
Synonimy:
- Paecilomyces lilacinus (Thom) Samson 1974
- Paecilomyces nostocoides M.T. Dunn 1983
- Penicillium lilacinum Thom 1910

## Morfologia i rozwój
Hodowla na różnych podłożach jest jedną z metod identyfikacji gatunków rodzaju Penicillium. Kolonie na agarze z roztworem Czapeka osiągają średnicę 3 cm w ciągu 10 dni w temperaturze pokojowej, są kłaczkowate, o luźnej teksturze, zwykle o grubości 1 do 2 mm z centralnymi obszarami kolonii wzniesionymi u niektórych szczepów, u innych nie, nieregularnie tworzącymi się kilkoma płytkimi, promienistymi bruzdami, bez strefowania, początkowo są białe, stopniowo w trakcie rozwoju zmieniają barwę na liliową do winnej, zbliżoną do szarawo-winnej, na koniec są fioletowo-winne. Zachodzi konidiogeneza, różna u różnych szczepów i często zanikająca w miarę kontynuowania hodowli laboratoryjnej, zazwyczaj jest obfita z ograniczonym wysiękiem, bezbarwnym do winnego. Zapach słaby lub brak. Konidiofory o bardzo zróżnicowanych wymiarach, wyrastające z podłoża na obrzeżach kolonii oraz ze strzępek powietrznych w centralnych obszarach kolonii, pierwsze osiągające długość 500 lub 600 µm lub więcej i szerokość 3,0 do 4,0 µm, drugie od bardzo krótkich, gdzie penicillus wydaje się wyrastać niemal bezpośrednio z podtrzymujących strzępek powietrznych, do 100 do 200 µm i średnicy około 3,0 µm. Mają gładkie ściany lub sprawiają wrażenie drobno chropowatych, są bezbarwne lub w większych strukturach lekko zażółcone; penicillusy różniące się wielkością i złożonością, tworzące splątane łańcuchy zarodników o długości do 50 do 75 µm, nierozgałęzione w sposób typowy dla rodzaju, w większych strukturach zazwyczaj składające się z kompletnych lub częściowych okółków metuli (lub w największych strukturach z gałęzi noszących metule) powstających na dwóch lub więcej poziomach (węzłach) poniżej końcowych skupisk, o długości do 50 µm lub więcej, w mniejszych strukturach zazwyczaj składające się z pojedynczego ramienia metuli; metule krótkie, zwykle 5,0 lub 6,0 µm, sporadycznie do 8,0 µm długości, o średnicy 2,5 do 3,0 µm; sterygmy przeważnie o długości 5,0 do 6,0 µm, gwałtownie zwężające się do stosunkowo długiej, cienkiej fialidy o średnicy około 1,0 µm i długości 2,0 µm lub więcej. Konidia eliptyczne, 2,5 do 3,0 µm × 2,0 µm, o gładkich ścianach i zawartości o winnej barwie.
Kolonie na agarze z maltozą rosną szybciej, osiągając średnicę 4,0 do 4,5 cm w ciągu 10 dni w temperaturze pokojowej, o teksturze i ogólnym wyglądzie kolonii jak na podłożu Czapeka, generalnie tworzą większe zarodniki, stąd w ciemniejszych odcieniach. Penicillusy podobne jak na agarze Czapeka.
Kolonie na agarze słodowym jak na podłożu Czapeka, ale generalnie bardziej kłaczkowate, o grubości do 5 lub 6 mm, a na odwrotnej stronie zwykle występują ciemne do prawie czarnych odcieni w centralnych obszarach kolonii, penicillusy podobne.

## Mechanizm porażania nicieni
Gdy strzępka P. lilacinum natknie się na jajo nicieni spłaszcza się na jego powierzchni i ściśle przylega do niego. Gdy na jajku rozwinie się już kilka strzępek lub utworzy się cała ich sieć, P. lilacinum wytwarza proste appressoria. Obecność appressoriów wydaje się wskazywać, że jajo jest lub ma zostać zainfekowane. W obu przypadkach appressorium wygląda tak samo, jak proste zgrubienie na końcu strzępki, ściśle przylegające do skorupki jaja. Przyleganie między appressorium a powierzchnią jaja nicienia musi być wystarczająco silne, aby wytrzymać przeciwstawną siłę wytwarzaną przez rosnącą strzępkę infekcyjną, która przebija skorupkę jaja i szybko niszczy znajdujące się w nim młode nicienie. Po wykorzystaniu zawartych w nich substancji odżywczych wytwarza konidiofory oraz strzępki rosnące w kierunku pobliskich jaj nicieni.

## Występowanie i siedlisko
Podano stanowiska Purpureocillium lilacinum na niektórych wyspach i wszystkich kontynentach poza Antarktydą. W Polsce (pod nazwą Penicillium lilacinum) podano wiele stanowisk na ziemi uprawnej oraz korzeniach i włośnikach wielu gatunków roślin uprawnych.
Jako grzyb glebowy został wyizolowany z szerokiego zakresu siedlisk, w tym gleb uprawnych i nieuprawnych, lasów, łąk, pustyń i osadów ściekowych, często wykrywano go w ryzosferze wielu upraw. Wyizolowano go także z owadów, został znaleziony w jajach nicieni. Może rosnąć w szerokim zakresie temperatur – od 8 do 38 °C, optymalna temperatura jego rozwoju wynosi 26–30 °C. Ma również szeroką tolerancję pH i może rosnąć na różnych podłożach.

## Znaczenie
Jest grzybem nicieniobójczym i ma wszystkie cechy dobrego środka biologicznego do zwalczania nicieni będących pasożytami roślin. Główną wadą tego grzyba, która ogranicza jego komercyjne wykorzystanie, jest to, że niektóre z odnotowanych szczepów są patogenami okazjonalnymi wywołującymi u ludzi alergię. Pomimo tego faktu, naukowcy w ostatnich latach odnieśli znaczący sukces w stosowaniu biologicznych środków kontroli nicieni w różnych uprawach; potrzeba więcej badań, aby zidentyfikować niebezpieczne skutki dla zdrowia ludzi przy ciągłym stosowaniu w długoterminowym stosowaniu.
Rzadko jest przyczyną chorób u ludzi. Większość zgłaszanych przypadków dotyczy pacjentów z osłabionym układem odpornościowym, z wszczepionymi obcymi urządzeniami lub wszczepionymi soczewkami wewnątrzgałkowymi. Obok Paecilomyces varioti jest jednym z najczęstszych gatunków wywołujących chorobę o nazwie hialohyphomykoza.